# Warmensteinacher Forst-Nord
Warmensteinacher Forst-Nord – obszar wolny administracyjnie (gemeindefreies Gebiet) w Niemczech w kraju związkowym Bawaria, w rejencji Górna Frankonia, w regionie Oberfranken-Ost, w powiecie Bayreuth. Obszar jest niezamieszkany.